# 眉山 (太宰治)
「眉山」（びざん）は、太宰治の短編小説。

## 概要
| 初出     | 『小説新潮』1948年3月号                 |
| 単行本   | 『桜桃』（実業之日本社、1948年7月25日） |
| 執筆時期 | 1948年1月下旬頃執筆脱稿（推定）         |
| 原稿用紙 | 22枚                                    |

山崎富栄の日記の「二月九日」の項に記された、堤重久宛ての手紙の写しに、次のような一節がある（富栄は手紙の下書きを日記に記す習慣があった）。「三月号か四月号の小説新潮に『眉山』といふのをお書になりましたが、これはきつと堤様の腸ねんてんの原因になる恐れの充分にある作品ではなからうかと思はれます」

## あらすじ
三鷹の「僕」の家のすぐ近くに「若松屋」というさかなやがあった。その店のおやじと「僕」は飲み友達であったのだが、おやじがあるとき言った。「私の姉が新宿に新しく店を出しました。以前は築地でやっていたのですがね。あなたの事は、まえから姉に言っていたのです。泊って来たってかまやしません」
「僕」はすぐに出かけ、帝都座裏の同じ屋号の「若松屋」で酔っぱらって、そうして泊った。姉というのは初老のあっさりしたおかみさんだった。「僕」は客をもてなすのに、たいていそこへ案内した。店の女中さんのトシちゃんは幼少の頃より小説というものがメシよりも好きだという。「僕」がその家の二階に客を案内すると、好奇の眼をかがやかして「こちら、どなた？」と尋ねる。「林芙美子さんだ」と「僕」は五つも年上の頭の禿げた洋画家を指して言った。
いちどピアニストの川上六郎氏を若松屋に案内したことがあった。
「あのかた、どなた？」「うるさいなあ。誰だっていいじゃないか」「ね、どなた？」 つい本当のことを言った。「川上っていうんだよ」
トシちゃんは「ああ、わかった。川上眉山」
それ以来、僕たちは彼女をかげでは眉山と呼ぶようになった。